# Driehoek van Heinrich

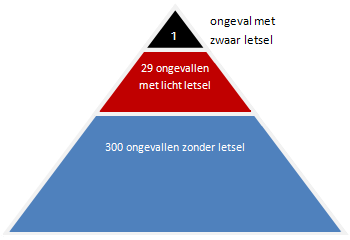
De driehoek van Heinrich met zijn originele ratio van 300:29:1. In later jaren zijn andere verhoudingen gebruikt. Tegenwoordig wordt de driehoek nog wel gebruikt om het veiligheidsbewustzijn te vergroten, maar ondervindt het achterliggende model steeds meer kritiek.

De driehoek van Heinrich, piramide van Heinrich, veiligheidspiramide, ongevalsdriehoek of ijsbergmodel is de verhouding die zou bestaan tussen ongevallen zonder letsel, ongevallen met licht letsel en ongevallen met ernstig letsel en dodelijke ongevallen. De theorie is afkomstig van Herbert William Heinrich die dit beschreef in Industrial Accident Prevention, A Scientific Approach uit 1931. Hij stelde daarin dat voor elk ernstig letsel er 29 ongevallen zijn met licht letsel en 300 ongevallen zonder letsel. Lateiner gebruikt in 1958 de ijsberg als metafoor waarbij de ongevallen zonder letsel zich onder water uit het zicht bevinden. In 1969 paste Bird de ratio aan naar 600:30:10:1 voor ongevallen zonder letsel, ongevallen met schade, licht letsel en zwaar letsel. Hoewel het model de nodige kritiek heeft gekregen, wordt er nog veel naar verwezen.

## Invloed
De driehoek heeft een enorme invloed gehad op het veiligheidsdenken. Omdat veel ongevallen gemeenschappelijke onderliggende oorzaken zouden hebben, zou een organisatie het aantal ernstige ongevallen terug kunnen brengen door zich te richten op de kleine incidenten. Heinrich legde een grote nadruk op het gedrag van de werknemers, aangezien daaraan volgens hem 88% van de ongevallen te wijten was. Tegenwoordig is dit terug te vinden in de behavior-based safety (BBS) die veel grote bedrijven aanhangen.

## Kritiek
Het model heeft de nodige kritiek gekregen. Sinds het verschijnen van Industrial Accident Prevention is het aantal kleinere ongevallen sterk gedaald, maar de daling van het aantal ernstige ongevallen hield daarmee geen gelijke tred. Een belangrijk probleem is daarnaast dat de verschillende soorten ongevallen in tegenstelling tot wat Heinrich stelde niet altijd dezelfde oorzakelijkheid hebben. Het voorkomen van kleinere ongevallen betekent dus niet noodzakelijk dat rampen voorkomen worden. Studies als die van Powell, Hale, Martin en Simon uit 1971 toonden aan dat de ratio van Heinrich niet algemeen geldig was en dat occupational safety (ook wel personal safety, soms samengevat als slips, trips and falls) om een ander soort risicobeheersing vraagt dan procesveiligheid (process safety).
Heinrich beschikte door zijn werk voor Travelers Insurance Company over veel gegevens over ongevallen. Het is echter niet duidelijk wat de inhoud betrof van de gegevens waarop Heinrich zijn conclusies baseerde. De verzekeringsmaatschappij zal vooral claims hebben gekregen voor de ongevallen met ernstig letsel en licht letsel. Het is onwaarschijnlijk dat de ongevallen zonder letsel zijn aangemeld in de ratio van de driehoek.
De methode om veiligheidsmanagementsystemen voor bedrijven te beoordelen op basis van ongevallen met verzuim (lost time injuries, LTI’s) heeft daarmee sterke beperkingen. Hoewel ook de kleinere, vaak voorkomende ongevallen belangrijk zijn, kan een te grote nadruk op BBS de aandacht afleiden van procesveiligheid waarbij een organisatie grote risico's loopt op ongevallen met een lage kans, maar grote gevolgen, zoals bij systeemongelukken. Hoewel tegenwoordig nog steeds een groot deel van de ongevallen wordt toegeschreven aan menselijke fouten, wordt ook het nut van deze nadruk steeds meer betwijfeld. In toenemende mate wordt daarom de organisatie als geheel beschouwd.